# 알랭 코르노
알랭 코르노(Alain Corneau, 1943년 8월 7일 ~ 2010년 8월 30일)는 프랑스의 영화 감독, 작가이다.

## 출연 작품
- 패션, 위험한 열정 (2012)
- 조르쥬 들르뤼 (2010)
- 러브 크라임 (2010)
- 미녀들의 전쟁 (2008)
- 두번째 숨결 (2007)
- 두려움과 떨림 (2003)
- 밀고자 (1998)
- 더 뉴 월드 (1995)
- 뤼미에르와 친구들 (1995)
- 세상의 모든 아침 (1991)
- 인도 야상곡 (1989)
- 사강의 요새 (1984)
- 악의 미로 (1981)
- 세리 누아르 (1979)
- 라 미나스 (1977)
- 비밀의 연인 (1976)